# ミクージャの岩絵遺跡群

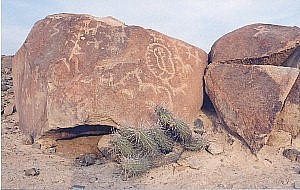
南米固有のラクダ科の動物が描かれているペトログリフ。

ミクージャの岩絵遺跡群（ミクージャのいわえいせきぐん）はペルーのタクナにある考古学的価値のある岩絵遺跡群である。
タクナ市から北東に22km、車で片道20分。標高およそ1200m。
砂漠に囲まれた美しい砂丘の景観が見られる。
岩絵群はティワナク文明期の、西暦500年頃から1445年頃にかけて描かれたと推定されている。
およそ20km四方の範囲にわたって、岩絵が赤い錆びで描かれている。
絵は人間の狩りやダンス・戦いの様子をはじめ、シカやピューマにキツネ、蛇やトカゲなどの動物や植物、天体などのモチーフが描かれていて、いまだに解明されていないデザインもある。
周辺は動植物が豊富な地域として知られ、固有種の動物、キツネやトカゲにヘビ、ワシなどの鳥や固有種の花々、コショウボクやヒヨドリバナ、サボテンなどを見ることができる。
博物館が併設されており、博物館で入場料を支払い、岩絵遺跡群トレッキングすることができる。エリア内にあるつり橋も有名である。

## 近郊観光名所
- ビエホ渓谷
- パチア温泉
- シティオ・ペアニャス博物館